# Volovské vrchy
Volovské vrchy (pol. Góry Wołowskie) – grupa górska we wschodniej Słowacji, w Łańcuchu Rudaw Słowackich. Stanowi zachodnią (i zdecydowanie większą) część Rudaw Spiskich. Najwyższy szczyt: Zlatý stôl (1322 m).
Góry Wołowskie dzielą się na siedem mniejszych grup górskich:
- Havranie vrchy w części północno-zachodniej,
- grupa Knoli w części zachodniej,
- grupa Złotego Stołu (słow. Zlatý stôl) w części środkowej,
- Hnilecké vrchy na północy,
- grupa Pipitki na południu,
- pasmo Kojszowskiej Hali w części wschodniej,
- pasmo Holički na skraju południowo-wschodnim.